# Ukridge (raccolta di racconti)
Ukridge (Ukridge) è una raccolta di racconti in lingua inglese di P. G. Wodehouse, pubblicata per la prima volta in volume nel Regno Unito nel 1924.
I dieci racconti che la compongono, riguardanti tutti le avventure di Stanley Featherstonehaugh Ukridge narrate in prima persona dal suo amico "Corky", sono stati pubblicati in precedenza su mensili inglesi o statunitensi. Nelle prime edizioni in lingua italiana la raccolta è definita nel sottotitolo "romanzo umoristico".

## Storia editoriale
La raccolta è costituita dalla rielaborazione di dieci racconti pubblicati in precedenza sul mensile britannico The Strand Magazine e sulla rivista statunitense Cosmopolitan. Si elencano i titoli originali dei racconti seguiti, nelle righe successive, dal nome delle riviste britanniche (UK) e statunitense (USA) nelle quali il racconto è stato pubblicato, e dalla data di pubblicazione:
- "Ukridge's Dog College"
  - USA: Cosmopolitan, aprile 1923
  - UK: The Strand Magazine, maggio 1923
- "Ukridge's Accident Syndicate"
  - USA: Cosmopolitan, maggio 1923
  - UK: The Strand Magazine, giugno 1923 (col titolo "Ukridge, Teddy Weeks and the Tomato")
- "The Début of Battling Billson"
  - USA: Cosmopolitan, giugno 1923
  - UK: The Strand Magazine, luglio 1923
- "First Aid for Dora"
  - USA: Cosmopolitan, luglio 1923
  - UK: The Strand Magazine, agosto 1923
- "The Return of Battling Billson"
  - USA: Cosmopolitan, agosto 1923
  - UK: The Strand Magazine, settembre 1923
- "Ukridge Sees Her Through"
  - USA: Cosmopolitan, settembre 1923
  - UK: The Strand Magazine, ottobre 1923
- "No Wedding Bells for Him"
  - USA: Cosmopolitan, ottobre 1923
  - UK: The Strand Magazine, novembre 1923
- "The Long Arm of Looney Coote"
  - USA: Cosmopolitan, novembre 1923
  - UK: The Strand Magazine, dicembre 1923
- "The Exit of Battling Billson"
  - USA: Cosmopolitan, dicembre 1923
  - UK: The Strand Magazine, gennaio 1924
- "Ukridge Rounds a Nasty Corner"
  - USA: Cosmopolitan, gennaio 1924
  - UK: The Strand Magazine, febbraio 1924

La raccolta fu pubblicata per la prima volta nel Regno Unito il 3 giugno 1924 dall'editore Herbert G. Jenkins e negli Stati Uniti il 30 luglio 1925 dall'editore George H. Doran con il titolo He Rather Enjoyed It. In Italia fu pubblicata nel 1931 dall'editore antifascista Monanni nella traduzione di Maria Martone. La stessa traduzione fu utilizzata dalla casa editrice Bietti.

## Racconti
- Il collegio dei cani (Ukridge's Dog College)
- Il sindacato infortuni Ukridge (Ukridge's Accident Syndicate)
- Il debutto di Battling Billson (The Début of Battling Billson)
- Primi soccorsi a Dora (First Aid for Dora)
- Il ritorno di Battling Billson (The Return of Battling Billson)
- Ukridge mette a posto Dora (Ukridge Sees Her Through)
- Un matrimonio mancato (No Wedding Bells for Him)
- La lunga mano di Tonto Coote (The Long Arm of Looney Coote)
- La fine di Battling Billson (The Exit of Battling Billson)
- Ukridge a una svolta pericolosa (Ukridge Rounds a Nasty Corner)

## Critica
Le avventure di Ukridge, narrate tutte in prima persona dal suo amico Bruce Corcoran detto "Corky", costituiscono la cornice narrativa della raccolta. Il personaggio che dà il titolo al volume, Stanley Featherstonehaugh Ukridge, era già apparso nel romanzo L'amore tra i polli (Love Among the Chickens) del 1906 dove si dedicava con entusiasmo e ottimismo all'attività, su cui era assolutamente inesperto e che si rivelerà fallimentare, di allevare polli. Stanley Ukridge è un individuo eccessivo nelle dimensioni fisiche e nei comportamenti. In L'amore tra i polli Ukridge era felicemente sposato con Millie Lakenheath. Tutti i racconti di questa raccolta sembrano essere ambientati in un periodo in cui Ukridge era ancora scapolo e abitava sporadicamente con sua zia Julie Ukridge. Nel primo racconto c'è l'incontro l'io narrante Corky, di professione scrittore, e il suo amico d'infanzia Ukridge; nell'ultimo, Ukridge corteggia la sua futura moglie Millie. Ma la sequenza temporale delle avventure è piuttosto difficile da ricostruire. Come in tutte le opere di Wodehouse, gli effetti umoristici provengono dallo stile. In particolare, nei racconti della serie Ukridge, dalle iperboli e dall'uso di grandi quantità di vocaboli, come, nel seguente esempio tratto dal racconto Il ritorno di Battling Billson, la battuta del personaggio Ukridge: «Alf Todd ha altrettante probabilità di riuscita quante ne avrebbe un cieco, che, in una camera buia cercasse, con un ago arroventato, di versare una libbra di burro liquefatto nell'orecchio di un gatto selvatico».

### Edizioni
- (EN) Ukridge, 1ª ed., London, Herbert Jenkins, 1924.
- (EN) He Rather Enjoyed It, New York, George H. Doran, 1925.
- Ukridge: romanzo umoristico inglese, traduzione di Maria Martone, 1ª ed., Milano, Monanni, 1931.
- Ukridge: romanzo umoristico inglese, traduzione di Maria Martone, Milano, Bietti, 1933.

### Fonti critiche
- Guido Almansi, La ragion comica, Milano, Feltrinelli, 1986, ISBN 88-07-08043-5.
- (EN) Eileen McIlvaine, Louise S. Sherby e James H. Heineman, P. G. Wodehouse: A Comprehensive Bibliography and Checklist, New York, James H. Heineman Inc., 1990, ISBN 978-0-87008-125-5.
- (EN) P. G. Wodehouse, P.G. Wodehouse: A Life in Letters, a cura di Sophie Ratcliffe, London, Arrow, 2013, ISBN 978-0-09-951479-4.
- (EN) Richard Usborne, Wodehouse at Work, London, Herbert Jenkins, 1961, ISBN 978-0-25766-439-2.
- (EN) Gabriella Valentino, Italian Translations of the Works of P.G.Wodehouse: an Epistemic Approach. Doctoral thesis, Swansea, Swansea University, 2017.